# Chrysops makerovi
Chrysops makerovi är en tvåvingeart som beskrevs av Pleske 1910. Chrysops makerovi ingår i släktet Chrysops och familjen bromsar. Inga underarter finns listade i Catalogue of Life.